# Deherainia smaragdina
A Deherainia smaragdina a hangavirágúak (Ericales) rendjébe, ezen belül a kankalinfélék (Primulaceae) családjába tartozó faj.
Nemzetségének a típusfaja.

## Előfordulása
A Deherainia smaragdina Közép-Amerikában fordul elő. A következő országokban őshonos: Belize, Guatemala, Honduras, Mexikó.

## Alfajai
- Deherainia smaragdina occidentalis B.Ståhl
- Deherainia smaragdina smaragdina

## Megjelenése
Ez a növényfaj egy kisebb cserje. A virágai általában ötszirmúak, de hatszirmúak is vannak; az öt darab bibéjének vége fehér. A virágok zöld vagy sárgás színűek, és más virágoktól eltérően nem kellemes illatot, hanem kellemetlen szagot árasztanak.

## Képek

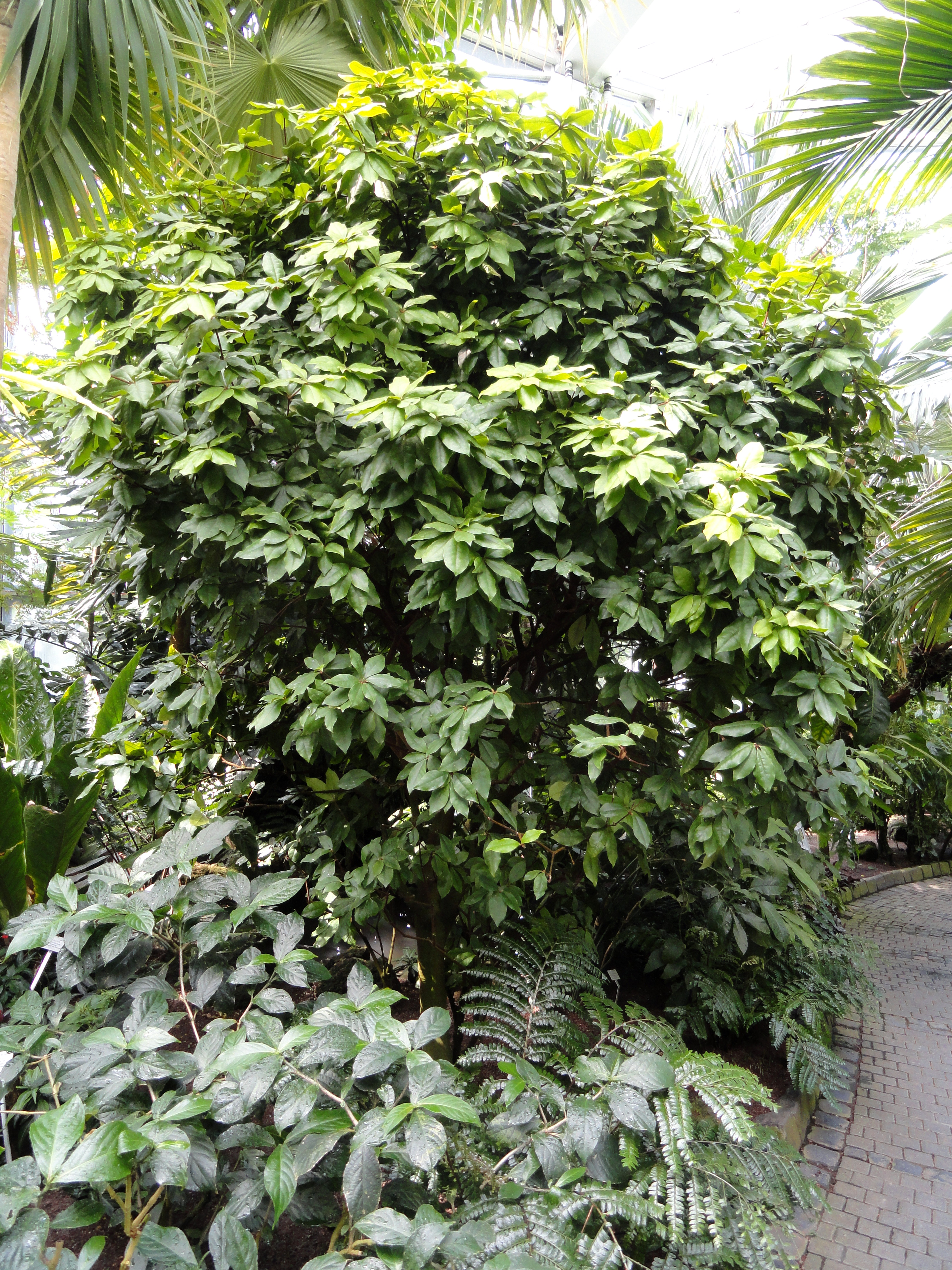
A növény
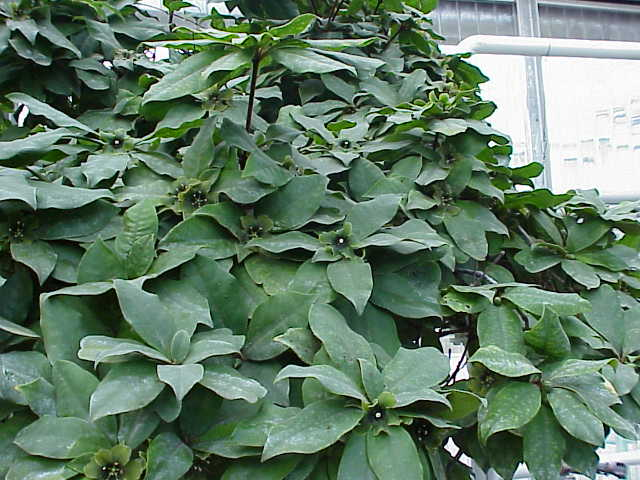
Levelei
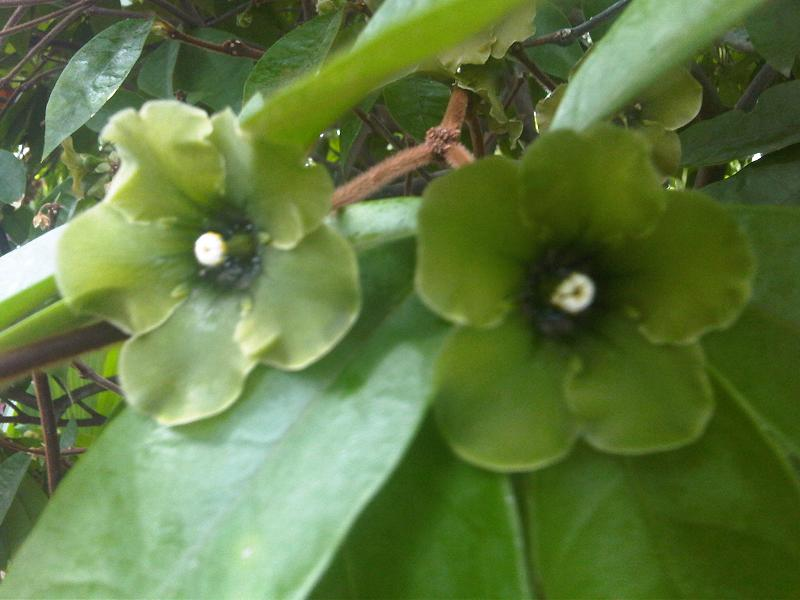
Virágai
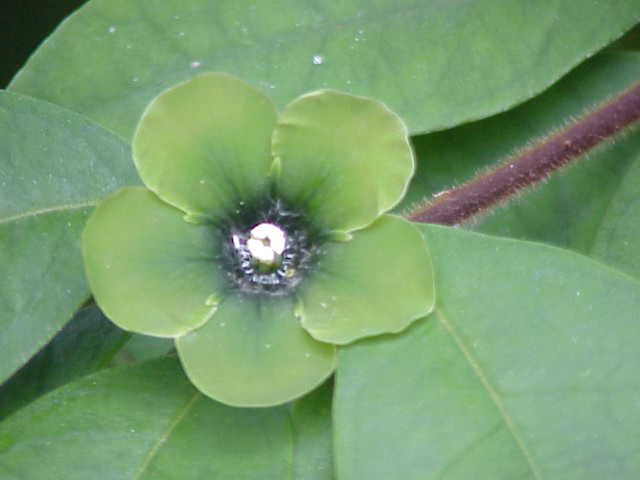
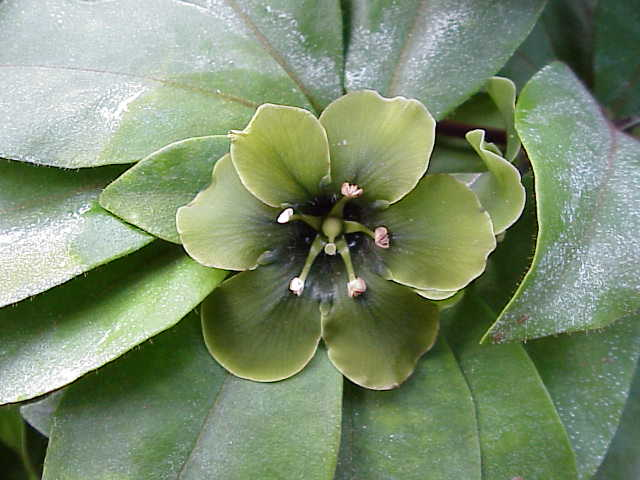
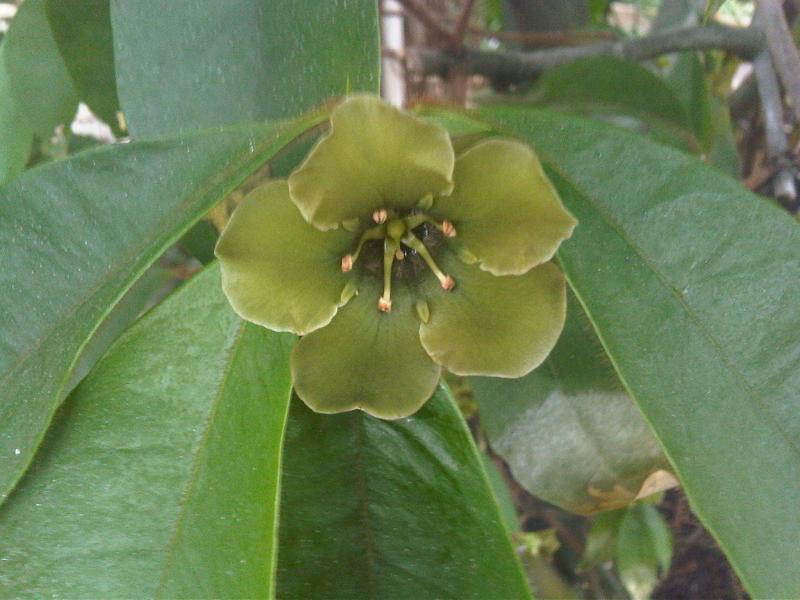
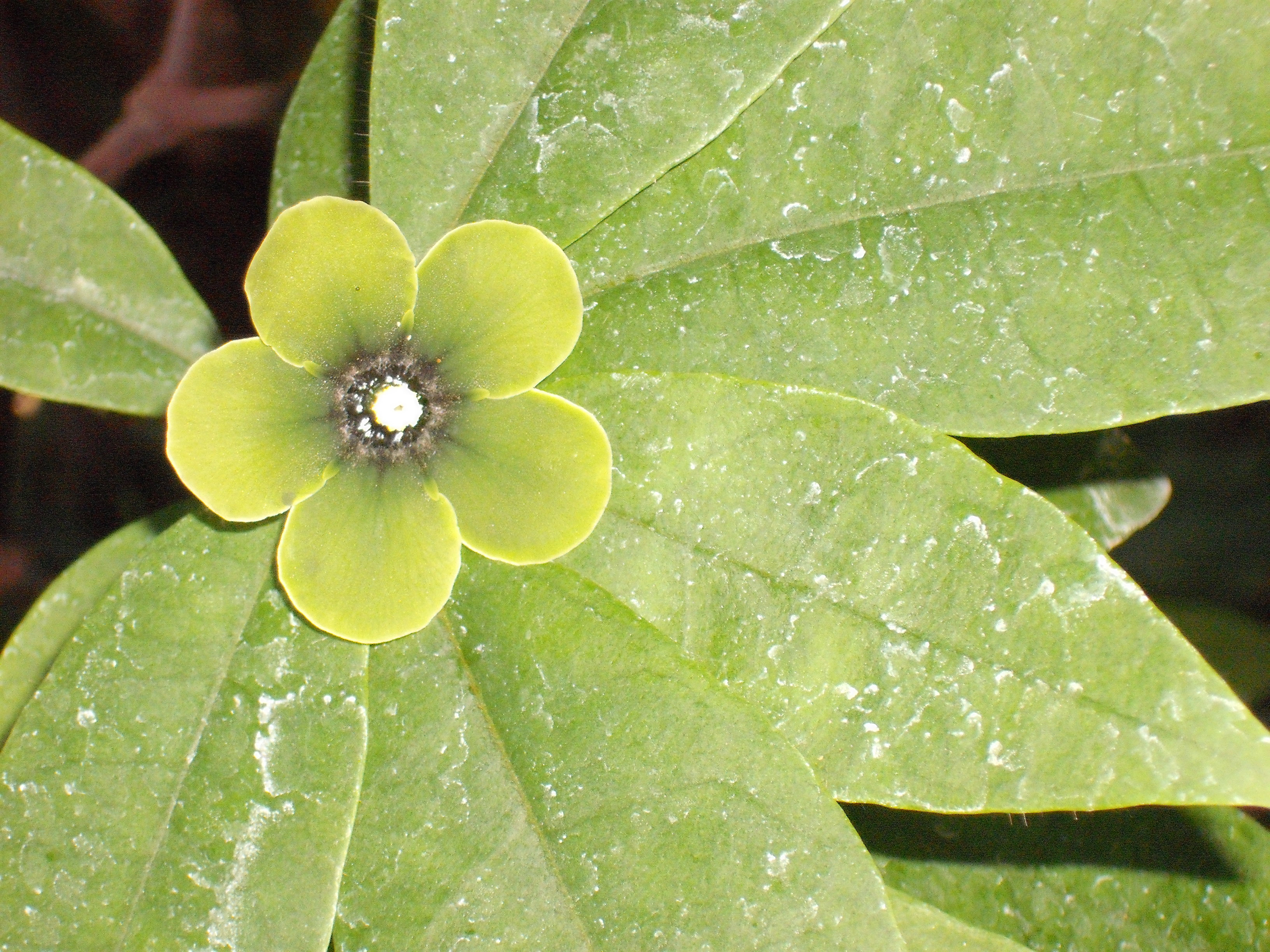
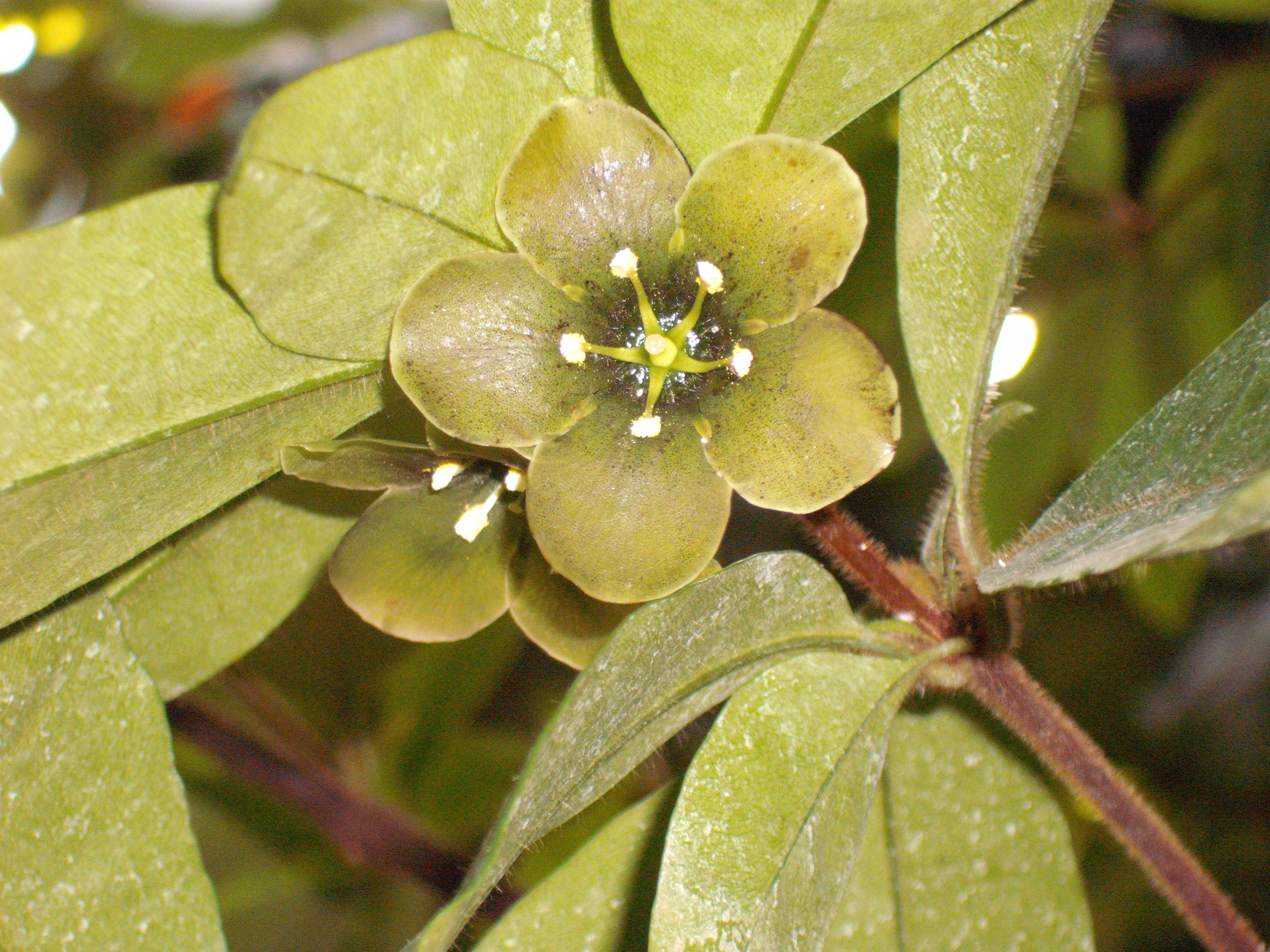

## Fordítás
- Ez a szócikk részben vagy egészben  a   Deherainia smaragdina című angol Wikipédia-szócikk ezen változatának fordításán alapul.  Az eredeti cikk szerkesztőit annak laptörténete sorolja fel. Ez a jelzés csupán a megfogalmazás eredetét és a szerzői jogokat jelzi, nem szolgál a cikkben szereplő információk forrásmegjelöléseként.
- Ez a szócikk részben vagy egészben  a   Deherainia smaragdina című svéd Wikipédia-szócikk ezen változatának fordításán alapul.  Az eredeti cikk szerkesztőit annak laptörténete sorolja fel. Ez a jelzés csupán a megfogalmazás eredetét és a szerzői jogokat jelzi, nem szolgál a cikkben szereplő információk forrásmegjelöléseként.